# Ämtergericht
Das Ämtergericht war ein Gericht für Streitsachen der Zünfte (norddeutsch Ämter) in Hamburg.
Ursprünglich wählte jede Zunft in Hamburg unter den Bürgermeistern und Senatoren der Stadt zwei Patrone. Diese Patrone regelten die Streitigkeiten zwischen den Mitgliedern der jeweiligen Zunft. Probleme zwischen verschiedenen Zünften oder mit Bürgern wurden vom Senat geregelt.
Im Jahr 1712 wurde durch die Ämterregelung der Kaiserlichen Kommission festgelegt, dass die Patronate unter den Senatoren verlost werden und diese Patronate auf den jeweiligen Nachfolger vererbt werden. Diese Patronate regelten auch die Streitigkeiten innerhalb und zwischen den einzelnen Zünften. Nach dieser Ämterregelung sollte auch ein Ämtergericht eingesetzt werden. Dieses trat jedoch erst im Jahr 1750 in Kraft. Dieses Ämtergericht bestand aus dem jüngsten Bürgermeister, sofern er nicht Präses des Senats war, zwei aus dem Niedergericht abgeordneten Juristen, zwei Oberalten und vier Amtsälterleuten, welche jährlich von den übrigen Mitgliedern neu gewählt wurden. An dieses Ämtergericht wurden die Angelegenheiten weitergegeben, die von den Patronen nicht geregelt werden konnten.
Während der Hamburger Franzosenzeit wurde das Ämtergericht am 27. Mai 1814 suspendiert und am 21. März 1816 provisorisch erneut in Kraft gesetzt. Nun war das Ämtergericht als erste Instanz für alle Streitsachen der Zünfte zuständig. Die zweite Instanz bildete der Senat.
Durch das Generalreglement vom April 1835 wurde das Ämtergericht erneut als zweite Instanz dauerhaft in Kraft gesetzt. Hiernach bestand das Gericht nun aus einem juristischen Bürgermeister als Präses, zwei Senatoren, einem juristischen und einem kaufmännischen, zwei, auf jeweils vier Jahre gewählten, Juristen, zwei, alljährlich neu abgeordneten, Oberalten und zwei, auf jeweils vier Jahre gewählten, Amtsälterleuten.
Im Jahr 1860 wurden die Senatoren durch Mitglieder des Hamburger Obergerichts ersetzt. Durch das Gewerbegesetz vom 7. November 1864 wurden die Zunftgesetze aufgehoben und die Streitigkeiten zwischen den Zünften den ordentlichen Gerichten zugewiesen. Ab dem 1. Februar 1865 wickelte das Ämtergericht nur noch laufende Verfahren ab.
Da die Verfahren an den ordentlichen Gerichten aber zu lange dauerten, wurde im Jahr 1869 eine Vergleichsbehörde für Angelegenheiten der Zünfte eingerichtet. Diese Vergleichsbehörde wurde im Jahr 1875 von einem Schiedsgericht für das Gewerbe abgelöst. Am 1. April 1892 wurde schließlich ein neues Gewerbegericht eingerichtet.